# Al-Andalus
Al-Andalus er det arabiske navn for de dele af den Iberiske halvø som var under muslimsk styre fra 711 til 1492. Den geografiske udstrækning af al-Andalus kom derfor til at variere gennem dets historie. Al-Andalus refererer således både til ummayyade-styret, emiratet 750-926 og kalifatet 929-1031, samt til deres efterfølgerstater, taifa-kongedømmerne.
Da det muslimsk kontrollerede område blev erobret af kristne nabokongedømmer i den proces der siden er blevet kaldt La reconquista, blev al-Andalus brugt til at betegne de resterende muslimske territorier. Det blev siden ophav til navnet på den senere spanske region Andalusien, hvor det muslimske styre varede længst. På dansk er betegnelsen maurisk ofte blevet brugt til at beskrive den ibero-muslimske kultur og muslimerne kaldes da maurerne.

## Historie

### Oversigt
Arabiske og berberiske styrker krydsede Gibraltarstrædet og invaderede den Iberiske halvø i 711, og det lykkedes at erobre størsteparten af den inden for kort tid. Undtagelsen var de fattige bjergområder i nord, hvor selvstændige kristne kongedømmer var etableret. I 756 nedsatte Abd al-Rahman 1., en prins af Ummayyade-dynastiet, sig som emir med hovedstad i Cordoba. Under Abd al-Rahman 1. og hans efterkommere havde al-Andalus sin politiske og kulturelle storhedstid, og i 929 tog Abd al-Rahman 3. titlen kalif.
Hundrede år senere brød Córdoba-kalifatet sammen, og al-Andalus blev fragmenteret i en række såkaldte Taifa-kongedømmer. Disse var i stadig konflikt med hinanden og blev derfor et let bytte for de kristne kongedømmer, der nu så muligheden for at udvide deres territorier mod syd. Disse erobringer blev kendt som begyndelsen på den kristne Reconquista (= "generobring"). Udviklingen blev dog bremset af to invasioner fra Marokko, først under almoraviderne og siden under almohaderne, men ingen af disse dynastier formåede at generobre tabt land i nævneværdig grad. Da Almohade-kalifatet brød sammen i 1200-tallet, kollapsede samtidig det muslimske styre i størstedelen af al-Andalus, hvoraf hovedparten kort efter blev erobret af de kristne konger. Kun kongedømmet Granada stod tilbage som en sidste muslimsk bastion, som dog ofte måtte betale tribut til det kristne rige Castilien. Med tiden blev presset også her for stærkt, og Granada faldt i 1492.

### Invasionen
Vandalerne grundlagde Andalusien omkring år 409 e.Kr., og trængte herfra videre ned i Nordafrika. De blev dog fortrængt fra Andalusien af Visigoterne.
Visigoterne havde styret den Iberiske halvø siden det 6. århundrede med Toledo som hovedstad. Dette rige var et valgkongedømme, hvilket ofte gav anledning til stridigheder mellem rigets stormænd indbyrdes og med kongens slægt. Da kong Egika døde i 702 blev han efterfulgt af sin søn Witiza, men ved Witizas død i 710 placerede adelen Roderik på tronen, selvom Witiza havde udpeget sin søn Akhila som arving. Akhila gjorde et forsøg på at vinde tronen med magt, men blev besejret. Selv om Roderik nu havde sikret sig magten, gjorde omstændighederne omkring tronfølgen, at flere af rigets mægtigste mænd var misfornøjede med situationen. Det gjorde riget sårbart.
I løbet af sidste halvdel af det 7. århundrede havde araberne erobret store landområder, herunder hele Nordafrika. De fleste af berberstammerne i området var blevet omvendt til islam, og mange berberkrigere blev rekrutteret. Så da den muslimske hær nåede frem til Marokko, bestod den sandsynligvis overvejende af berbere, og da Tanger faldt i 708 blev berberhøvdingen Tariq ibn Ziyad udpeget som guvernør. Den muslimske hær var på dette tidspunkt i højeste grad en erobringshær, og soldaterne var hovedsagelig rekrutteret mod løfte om bytte, og erobringen af Tanger betød at det ikke længere var muligt at fortsætte ekspansionen vestover, hvorfor blikket nu blev vendt mod nord.
Det ser ud til, at det var på eget initiativ at Tariq ibn Ziyad i april 711 krydsede strædet over til Europa for at gå i land ved klippen, der fortsat bærer hans navn, Gibraltar. Hændelserne, som fulgte, må være kommet som en overraskelse på begge sider, og de har siden været omgærdet af myter. Kilderne er uklare, og det er i dag vanskeligt at sige med sikkerhed, hvad der faktisk hændte. Muligvis har kræfter blandt visigoterne saboteret modstanden eller måske ligefrem inviteret Tariq i et forsøg på at ydmyge kong Roderik. I et slag den 20. juli besejrede Tariq visigoternes talmæssigt langt overlegne hær, og Roderik selv blev dræbt. Tariq udnyttede succesen og med kun små styrker indtog han snart Cordoba og Toledo, hvor han overvintrede.
Musa ibn Nasayr, Tariqs overordnede og guvernør i Tunesien, var ivrig efter at tage del i den nye erobring. I 712 gik han i land ved Algeciras med en stor styrke, som i modsætning til Tariqs hær også inkluderede mange arabere. Han erobrede først Sevilla og i 713 Mérida. Næste år ledede Musa og Tariq sammen erobringen af Galicien og Ebro-dalen. Med dette nåede den muslimske erobring sit klimaks. Disse spektakulære succeser var heller ikke gået ubemærket hen hos kaliffen, og Musa og Tariq blev begge indkaldt til audiens i Damaskus. Ingen af dem vendte siden tilbage til al-Andalus.

### Córdoba-kalifatet
Umayyade-dynastiet styrede området fra 661 til det blev styrtet i 750 af Abbasiderne. Da abbasiderne kom til magten, blev de fleste af umayyadene dræbt, men en prins, Abd al-Rahman, flygtede så langt som muligt mod vest og etablerede sig i al-Andalus med Córdoba som sin hovedstad. Riget nåede sit højdepunkt under Abd al-Rahman 3., der ophøjede sig til kalif i 929. Hans sønnesøn, Hisham 2., var dog kun en marionet under generalen al-Mansur ibn Abi Amir og hans søn Abd al-Malik al-Muzaffar. Efter al-Muzaffars død i 1008 kollapsede kalifatet hurtigt, og al-Andalus blev splittet op i en række småstater, de såkaldte taifaer.

### Taifa-rigerne
Taifaerne opretholdt et kulturelt niveau, som mindede om det, Córdoba-kalifatet havde haft, men de var militært meget svagere. De var ofte i indbyrdes konflikt, og nogle måtte endda betale tribut til de kristne konger mod nord eller betale dem for at angribe deres rivaler. Splittelse og kaos gennem hele perioden gav den muslimske dominans på halvøen et varigt knæk, og det var en af hovedårsagerne til, at den kristne generobring, (reconquista), blev mulig. Mod slutningen af 11. århundrede blev de resterende dele af al-Andalus dog erobret af de nordafrikanske almoravider.

### Almoraviderne og Almohaderne
Almoraviderne var et berbisk dynasti, som på sit højdepunkt omkring år 1100 herskede over hele Maghreb og al-Andalus. Dynastiet begyndte i en muslimsk asketisk bevægelse omkring 1040, men udviklede sig snart i militaristisk retning. I løbet af 1050'erne fik almoraviderne kontrol over et område, der svarer til det moderne Marokko. Marrakech blev grundlagt som rigets hovedstad i 1062. I 1086 blev almoravidernes hersker, Yusuf ibn Tashfin, inviteret af muslimske taifafyrster til at forsvare dem mod angreb fra Alfonso 6. af Castilien og Leon. Han vandt en række sejre over de kristne angribere, men samtidigt lykkedes det ham i løbet af 1090'erne at fjerne de lokale muslimske fyrster og overtage hele al-Andalus. Almoraviderne blev budt velkommen som redningsmænd af befolkningen, der havde oplevet årtiers strid og splittelse under taifa-kongedømmerne.
Men allerede i 1130'erne begyndte riget at falde sammen efter en række nederlag til de kristne. Da Almohaderne erobrede Marrakech i 1147 var almoravidenes herredømme forbi, men de blev dog hurtigt erstattet af det nye berberdynasti: Almohaderne. I 1212 tilføjede en koalition af kristne konger under ledelse af Alfonso 8. af Castilien og Leon de muslimske almohader et afgørende nederlag, der betød at deres sultan måtte forlade den Iberiske halvø. De små taifaer, der atter var blevet selvstændige, var nu et let offer for de kristne kongers erobringslyst. I 1249 var Gharnatah (Emiratet Granada) det eneste tilbageværende muslimske land i al-Andalus, og det fik lov til at overleve de næste 250 år som Castiliens vasal.
Den sidste alvorlige muslimske trussel mod de kristne var Mariniderne, der havde taget magten i Marokko i det 14. århundrede. De inddrog Granada i deres indflydelsessfære og forsøgte i flere omgange at besætte kristne byer. Det lykkedes i Algeciras, men belejringen af Tarifa blev brudt af en hær fra Castilien, Portugal og Aragonien. Mariniderne led det afgørende nederlag i 1340, og Algeciras blev generobret i 1344. I 1349-1350 blev Gibraltar belejret af Alfonso 11. af Castilien, men han døde af pest sammen med store dele af hæren. Hans efterfølger, Pedro af Castilien, sluttede derefter fred med Granada og vendte nu blikket mod de øvrige kristne stater på den Iberiske halvø. Det betød at Granada kunne overleve i endnu 150 år, mens de nu langt stærkere kristne stater udkæmpede en række indbyrdes krige og konflikter, der endte med dannelsen af kongeriget Spanien i 1469.

### Emiratet Granada
Traktaten mellem Pedro af Castilien og Granadas emir betød, at muslimerne blev garanteret et udstrakt selvstyre og indbyggerne bevægelsesfrihed, religionsfrihed og en treårig fritagelse for skat.
I 1469 blev Ferdinand af Aragonien gift med Isabella af Kastilien, hvilket forenede de to stærkeste iberiske stater. Det betød også indledningen til det endelige felttog mod Granada. Det blev omhyggeligt planlagt, og paven blev overtalt til at erklære det for et korstog. De kristne knuste et efter et de muslimske støttepunkter, og til sidst, den 2. januar 1492, måtte den sidste emir, Boabdil, overlade byen Granada til det kristne kongepar efter en lang belejring. Dette er siden blevet markeret som afslutningen på den såkaldte reconquista.

## Arven fra al-Andalus
I 1502 endte den toleranceperiode, der havde fulgt kapitulationen af den sidste muslimske stat på den Iberiske halvø. De tilbageværende muslimer fik fra nu af valget mellem at forlade landet eller omvende sig til kristendommen under navnet moriscoer. I visse dele af landet udgjorde de en stor del af landbefolkningen, især i Aragonien, Valencia og Andalusien, og antallet var omkring 1600 i følge Henri Lapeyre på omtrent 300 000 mennesker ud af en samlet befolkning på 8 mio. I årene 1609-1614 blev de systematisk drevet ud af Spanien, og de bosatte sig siden især i Maghreb.
Den muslimske periode efterlod betydelige spor inden for videnskab, sprog, kunst og kultur. Denne indflydelse er stadig særligt mærkbar i de sydligste egne af Spanien, såsom Andalusien, hvor den muslimske dominans varede længst. Her bruges arabiske låneord stadig i de lokale dialekter. De vandingssystemer, som romerne havde bygget i form af kanaler og akvædukter, blev repareret og udbygget, bl.a. ved at bygge vandmøller til dem. Et vigtigt bidrag til den lokale kunst var de farverige kakler i smukke, blå mønstre azulejos, der siden er blevet et symbol for både Spanien og Portugal.
De store fremskridt, der blev gjort inden for matematik, geografi, poesi og medicin fik stor betydning, ikke kun for den muslimske verden, men også for skolastikken i middelalderens Europa. Også kunst og arkitektur udenfor Spanien blev påvirket af den mauriske arkitektur, og den romanske kirke i Vézelay bærer f.eks. tydeligt præg af inspiration fra de iberiske kirker. I moderne tid har kunstnere også ladet sig inspirere af den mauriske kunst, den hollandske kunstner M.C. Escher brugte fx Alhambra i Granada som inspirationskilde til sine geometriske værker.

## Samfund
Al-Andalus’ historie strækker sig over mere end 750 år og samfundsforholdene ændrede sig meget i løbet af dette tidsrum. Visse forhold forblev dog relativt uændrede. Samfundet bestod først og fremmest af tre dominerende befolkningsgrupper: Muslimer, kristne og jøder, som blev bundet sammen indbyrdes af fælles religiøse bånd, mens de dog samtidig var opdelt etnisk. Den muslimske grupper bestod f.eks. af både arabere, berbere og lokale, der var konverteret. En anden gruppe var mozaraberne, kristne, som længe havde levet under muslimsk styre, og som med tiden havde overtaget mange arabiske skikke, samtidigt med at de holdt fast i deres romanske sprog og kristne tro.
Byerne i al-Andalus havde alle kvarterer, der var beboet af hver af de tre grupper, men på landet fandtes der landsbyer og landområder, der helt var domineret af én gruppe. Araberne bosatte sig især i Ebrodalen mod nordøst, mens mange af berberne, som udgjorde størstedelen af de invaderende, slog sig ned i de bjergrige egne af det, der nu er Portugal og i Meseta regionen. Jøderne ernærede sig mest som skatteopkrævere, som handelsfolk, læger eller ambassadører. I slutningen af det 15. århundrede levede der omtrent 50.000 tusind jøder i byen Granada og 100.000 i alt i hele al-Andalus.

### Dhimmi under kalifatet
Ikke-muslimer i de muslimsk dominerede samfund blev kaldt dhimmi, der blev tolereret og havde lov til frit at dyrke deres religion, men blev pålagt visse restriktioner i forhold til den muslimske befolkning. Behandlingen af den ikke-muslimske befolkning i Cordoba-kalifatet har været genstand for megen forskning og debat fra historikere og andre kommentatorer. Interessen har især drejet sig om parallellerne mellem på den ene side sameksistens mellem muslimer og ikke-muslimer i den moderne verden og på den anden side den måde kristne i samme periode behandlede andre religiøse grupper.
Det er ofte blevet påpeget, at jøderne i lange forløb af al-Andalus’ historie blev behandlet meget bedre i det ibero-muslimske område end noget sted i hele det kristne Europa. Hvor udstrakt den var, og hvilken karakter denne tolerance havde i det, der nogen gange er blevet kaldt en guldalder, har været genstand for megen debat, og synspunkterne har ofte haft rod i personlige eller politiske agendaer.
Bernard Lewis beskriver et af synspunkterne, som et argument om en iboende muslimsk tolerance, fremsat af moderne muslimske apologeter. Dette synspunkt er imidlertid af meget moderne dato, og kravet om ligestilling mellem religionerne har aldrig været aktuelt på dette tidspunkt i islams historie. Det betyder ifølge Lewis dog ikke, at jøder og kristne ikke nød en udstrakt grad af tolerance fra officiel side, de kunne bare ikke være fuldstændigt ligestillede med udøverne af den sande tro.
Professor Mark Cohen har påvist, at idéen om den fredelige sameksistens i en såkaldt guldalder for religiøs tolerance i store træk stammer fra to kilder fra det 19. og 20. århundrede. Det ene ophav er jødiske forskere, der brugte historien om det tolerante al-Andalus til at skabe en kontrast og vise et alternativ til den stigende undertrykkelsen af jøder i Europa. Det andet ophav er arabiske forskere, der ønskede at dokumentere at israelerne, med deres besættelse af Palæstina, i realiteten ødelagde en gammel og harmonisk sameksistens mellem jøder og muslimer. Cohen argumenterer for, at dette billede af harmoni er overdrevet, men påpeger samtidig, at den "modmyte" om forfølgelser, der opstod som reaktion, er baseret på en simplificering af forholdene i fortiden.
Debatten om forholdene for ikke-muslimer i al-Andalus er dog ikke afsluttet, og f.eks. har María Rosa Menocal fra Yale, der er specialist i iberisk litteratur, bl.a. fremført følgende påstand: at tolerance var et nedarvet aspekt af det andalusiske samfund. Hun har endvidere skrevet at jøderne i Cordoba-kalifatet, selvom de havde færre rettigheder end muslimerne, var langt bedre stillet der end i noget kristent land. Jøder forlod andre dele af Europa for at slå sig ned i al-Andalus, fordi de der oplevede en langt højere grad af tolerance. Det samme gælder kristne grupper, der blev opfattede som kættere i en række europæiske stater.
De synspunkter, forskere som Menocal og andre har fremført, er blevet stærkt kritiseret fra anden side. F.eks. har amerikanerne Robert Spencer og Andrew Bostom kaldt guldalderen en myte, der totalt har ignoreret realiterne i ikke-muslimers (dhimmis) liv i muslimske samfund. De fremhæver en række af de restriktioner, dhimmi var pålagt: de måtte ikke bygge eller reparere kirker og synagoger, de skulle praktisere deres religion i stilhed og privat, og det var strengt forbudt at hverve nye tilhængere. Dhimmi var tilmed pålagt at bære et bælte (zunnar), der gjorde det let at identificere kristne og jøder, de kristne skulle bære et blåt bælte, mens jøderne skulle bære et gult. De måtte heller ikke ansætte muslimer eller bestride offentlige embeder, og de skulle betale en særlig skat.
I følge israeleren David Wasserstein var der dog i det økonomiske liv knapt nogen reelle restriktioner for jøder, og de religiøse påbud havde ikke den store betydning. I litteraturen findes der heller ikke spor af en diskrimination af jøder. Andre følger i samme spor og peger på de eksempler på dhimmi, der trods påbuddet alligevel bestred offentlige embeder. Et prominent eksempel var jøden Hasdai ibn Shaprut (915-990), der administrerede tolden i Cordoba, mens andre jøder tjente som vizirer eller hoflæger.
Det er dog alment accepteret, at ikke-muslimer i det ibero-muslimske område besad en større grad af religiøs autonomi, frihed og tolerance end noget andet sted i Europa. I alt, der drejede sig om familieforhold og religion, blev de styret af deres egne autoriteter. De var ansvarlige for indsamlingen af den særlige dhimmi-skat og virkede som formidlere mellem dhimmisamfundet og staten. Inden for de fastsatte rammer nød dhimmi en høj grad af frihed, men de forblev andenklasses borgere sammenlignet med muslimerne.

### Sameksistens og forfølgelse
Det muslimske styre behandlede ikke-muslimer forskelligt til forskellige tider. Den længst varende periode med udstrakt tolerance begyndte efter 912, under Abd-ar-Rahman III's og hans søn Al-Hakam II's regeringstid. Mange jøder fik høje stillinger ved herskernes hof og varetog opgaver inden for videnskab, handel og industri. Særligt silke- og slavehandelen beskæftigede mange jøder. Det sydlige Spanien blev på denne måde både et asyl for jøder og en mulighed for at opnå stor velstand.
Kristne, der blev inspireret af den evigt latente strid med de kristne kongeriger mod nord, søgte i flere tilfælde bevidst deres eget martyrium; 48 kristne blev fx halshugget i Cordoba, dømt for blasfemi mod islam. Andre gik ind i moskeer, hvor de nedgjorde islam, fornærmede Muhammed og forkyndte kristne trosbekendelser, alt sammen noget, der betragtes som blasfemisk inden for islam. Disse tilfælde af religiøs trods var ikke isolerede tilfælde af uroligheder, men forekom over en lang periode.
Situationen for de ikke-muslimske indbyggere blev langsomt forværret efter al-Hakams død i 976, og i 1066 skete de første alvorlige forfølgelser, hvor de jødiske indbyggere blev fordrevet fra Granada, og hvor de familier, der nægtede at flytte, blev dræbt. Men på trods af, at de ikke-muslimske grupper oplevede mere undertrykkelse end tidligere under almoravidernes herredømme, oplevede størstedelen af det jødiske samfund alligevel en opblomstring. Den fik en ende, da almohaderne tog over i 1148, og de nye herskere tvang jøder og kristne til at omvende sig til islam. De, som gjorde modstand, fik deres ejendom konfiskeret og blev solgt som slaver. Flere jødiske skoler og synagoger blev ødelagt.
Under disse tilbagevendende bølger af vold mod ikke-muslimer flygtede mange jødiske og endda muslimske filosoffer til Toledo, der var blevet erobret af Kastilien i 1085, men som dog var præget af en meget tolerant atmosfære. Nogle jøder sluttede sig endog til de kristne hære for at kæmpe mod muslimerne, mens andre bekæmpede Alfonso 6. af Kastilien sammen med almoraviderne.

## Kultur
Al-Andalus’ intellektuelle historie er især kendetegnet ved områdets berømte filosofiske og teologiske skoler. Da umayyaderne blev fordrevet til Spanien af abbasiderne, ønskede de bl.a. at Cordobas biblioteker og skoler skulle være fuldt på højde med Bagdads, og at det intellektuelle miljø skulle matche det, der fandtes hos abbasiderne. Historikeren Said Al-Andalusi berettede, at kaliffen Abd-ar-Rahman III indsamlede bøger til store biblioteker, og at han støttede videnskabsmænd, der arbejdede inden for medicin og de ”gamle videnskaber”, dvs. græske.
Senere videreførte hans søn Al-Hakam II dette arbejde og oprettede et universitet i Cordoba, der blev en af verdens førende institutioner inden for medicin og filosofi. Trods den indbyrdes rivalisering mellem de to kalifater var det stadig muligt at rejse mellem dem, og nye idéer og opfindelser blev udvekslet og spredt fra dem gennem hele perioden.
Da Al-Hakam døde blev hans søn, Hisham III, indsat på tronen som kalif, men den reelle magt overgik til hajib, al-Mansur Ibn Abi Aamir. Han var en dybt religiøs mand, der tog afstand fra studier af astronomi, logik og især astrologi. Han gik så vidt, at han beordrede bøger, der omhandlede disse videnskaber, brændt offentligt på et bål. Med Al-Mansurs død i 1002 oplevede videnskaben og filosofien dog en genopblomstring. Nye filosoffer kom til, heriblandt Abu Uthman Ibn Fathun, astronomen Maslamah Ibn Ahmad al-Majriti, Abu al-Hakam al-Kirmani og Ibn Bajjah.
De relativt frie forhold for jøderne i al-Andalus betød, at området blev et nyt centrum for jødisk lærdom. Digtere som Judah Halevi og Dunash ben Labrat betød en vigtig inspiration, ikke kun for jøderne, men for hele det kulturelle miljø i al-Andalus. Jødisk filosofi fik mindst lige så stor betydning, og en strøm af jødiske filosoffer udvekslede idéer med deres muslimske kolleger. Blandt de mest berømte var Maimonides, der dog måtte flygte fra al-Andalus, da han var 13 år gammel pga. forfølgelser af jøder under almohadernes dynasti.

## Forholdet mellem de kristne riger og al-Andalus
De skriftlige kilder, der beretter om forholdet mellem de kristne kongeriger mod nord og de muslimske områder i al-Andalus, lægger stor vægt på den ideologiske grænse mellem de to trosretninger. Dette gælder både de kristne og muslimske kilder. Forfatterne til disse kilder havde alle tætte bånd til herskerhusene og gengiver derfor ideologiske tendenser i hoffet omkring herskerne. Fokus i kildernes beretning om samlivet mellem de kristne og de muslimske riger ligger på konflikten og på forsvaret eller erobringen af territorium.
Skellet mellem de oprindelige herskere og erobrerne var reelt ikke så skarpt, som kilderne og senere tiders historikere ellers har beskrevet det. Et tydeligt eksempel er den magtfulde familie Banu Qasi, der i perioden 714 – 924 havde herredømmet over et stort område i den øvre del af Ebrodalen. Dens grundlægger hed Casius, og han var, da muslimerne invaderede Spanien, visigotisk dux. Han konverterede kort efter til islam og beholdt kontrollen over sine landområder.
Siden hen allierede Banu Qasi sig bl.a. gennem ægteskaber med den familie, der grundlagde det kristne kongerige Navarra. Denne alliance betød, at herskerne i Cordoba ofte måtte stå overfor opstande og oprør startet af Banu Qasi eller deres allierede, og at familien reelt kunne optræde som nærmest selvstændige fyrster.
Andre levn viser ligeledes, at kontakten mellem de mauriske og de kristne områder forblev intakt gennem hele den periode, hvor al-Andalus eksisterede på den Iberiske halvø, og at en klar og tydelig grænse mellem de to trosretninger aldrig fandtes. I stedet var der store grænseregioner, hvis tilhørsforhold ikke var helt klarlagte. På denne måde opstod der hele tiden samarbejder og alliancer på tværs af ideologiske skel, men det blev idéen om en generobring af det tabte land, der med tiden blev den dominerende.

## Al-Andalus’ etymologi
Etymologien af ordet al-Andalus er usikker, da ingen samtidige kilder giver en forklaring. Her følger tre hypoteser fremsat af senere historikere, der er i dog øjeblikket ingen konsensus om svaret på dette spørgsmål i forskningen.

### Vandalucía
En populær forklaring på navnet er at det stammer fra den germanske stamme vandalerne, der overtog kontrollen af de tidligere romerske provinser i den sydlige del af den Iberiske halvø og Nordafrika mellem 407 og 429. Dette synspunkt har dog ikke opnået udbredt støtte i blandt forskerne, og ingen kilde bekræfter, at navnet var i brug før den muslimske erobring i 711.
Hypotesen er bl.a. blevet fremført af den hollandske historiker Reinhart Dozy, som skrev det første standardværk om det muslimske Spanien. Han mente, at al-Andalus er en arabisering af et hypotetisk romansk navn for regionen; Vandalicia eller Vandalucía. Den bagved liggende formodning var, at befolkningen i Maghreb brugte denne betegnelse for vandalernes kongerige i Sydspanien, som visigoterne siden indlemmede i deres rige. Den vandalske elite måtte flygte og etablerede derefter et nordafrikansk rige med Kartago som hovedstad, og lokalbefolkningen i dette nye rige skulle herefter have beholdt en erindring om det tidligere iberiske rige.
Traditionen om den vandalske betydning rækker dog længere tilbage, for længe efter de sidste muslimske herskere havde forladt Spanien bruges den af Miguel de Cervantes. I sit berømte værk Don Quixote lader han sin helt bruge ordet Vandalia som et lærd og kultiveret synonym for sin dame Casildas oprindelse: hun stammede netop fra Andalusien og fik af ham navnet Casildea de Vandalia.

### Atlántida
Den spanske filolog Joaquín Vallvé Bermejo har fremført den alternative hypotese, at al-Andalus, som det bruges i Jazirat al-Andalus (Den andalusiske Ø), betyder Den atlantiske Ø (Atlántida).
Beskrivelserne i de ældste arabiske tekster, der nævner Jazirat al-Andalus og al-Andalus-havet, bliver ifølge Bermejo mere forståelige, hvis al-Andalus substitueres med Atlanterhavet. Dette understøttes af referencer til de gamle græske myter om Herkules og amazonerne i andre arabiske tekster. Og ifølge de arabiske kommentarer lå amazonernes øer i jauf al-Andalus, som er den nordlige eller centrale del af Atlanterhavet.

### Landahlauts
En tredje etymologi er blevet fremført af historikeren Heinz Halm, og han afviser også alle forbindelser mellem al-Andalus og vandalerne. I stedet mener han, at oprindelsen til navnet skal findes hos deres efterfølgere, visigoterne. Al-Andalus er ifølge denne hypotese en arabisering af den betegnelse, visigoterne gav deres nye besiddelser i den gamle romerske provins, Baetica. Visigoterne havde fulgt samme procedure som deres germanske forgængere og havde fordelt det erobrede land mellem sig ved lodtrækning. Disse lodder blev på latin kaldt Sortes Gothicae, og samtidige kilder kaldte under ét goternes kongerige for Gothica sors (den Gotiske part). Halm finder det derfor sandsynligt, at araberne lånte den germanske udgave af navnet; Landahlauts ("lande-lod", der kan oversættes til moderne dansk med uddelt/arvet/udloddet land), og skabte den fonetiske oversættelse al-Andalus.

## Eksternt link
- Kulturarven fra al-Andalus UNESCOs hjemmeside)

- Darío Fernández-Morera: "The Myth of the Andalusian Paradise", The Intercollegiate Review, 2006

37°N 4°V / 37°N 4°V